# 螢 (TUBE單曲)
螢(螢火蟲)（日语：蛍）是2008年4月30日推出的夏之管的第48張單曲。

## 收錄曲目
1. 螢
作詞 前田亘輝:作曲 春畑道哉
2. OLD BASEBALL MAN
3. 春夏秋冬
4. 螢（Instrumental）